# Ramon Wipfli
Ramon Wipfli (* 30. Juni 2004) ist ein Schweizer Leichtathlet, der sich auf den Mittelstreckenlauf spezialisiert hat.

## Sportliche Laufbahn
Erste internationale Erfahrungen sammelte Ramon Wipfli im Jahr 2021, als er bei den U20-Europameisterschaften in Tallinn mit 1:50,38 min im Halbfinale über 800 Meter ausschied. Im Jahr darauf kam er bei den U20-Weltmeisterschaften in Cali mit 1:52,06 min nicht über den Vorlauf hinaus und 2023 wurde er bei der 1. Liga der Team-Europameisterschaft im Zuge der Europaspiele in Chorzów in 1:46,73 min und sicherte sich damit ligenübergreifend die Goldmedaille. Im August gewann er dann bei den U20-Europameisterschaften in Jerusalem in 1:47,20 min die Silbermedaille. Im Jahr darauf kam er bei den Europameisterschaften in Rom mit 1:47,37 min nicht über den Vorlauf hinaus und 2025 schied er bei den Halleneuropameisterschaften in Apeldoorn mit 1:47,30 min im Semifinal aus. Im Juli belegte er bei den U23-Europameisterschaften in Bergen in 1:45,78 min den siebten Platz.
In den Jahren 2023 und 2024 wurde Wipfli Schweizer Meister im 800-Meter-Lauf.

## Persönliche Bestzeiten
- 800 Meter: 1:44,92 min, 18. Juli 2025 in Bergen
  - 800 Meter (Halle): 1:47,30 min, 8. März 2025 in Apeldoorn